# Fumet

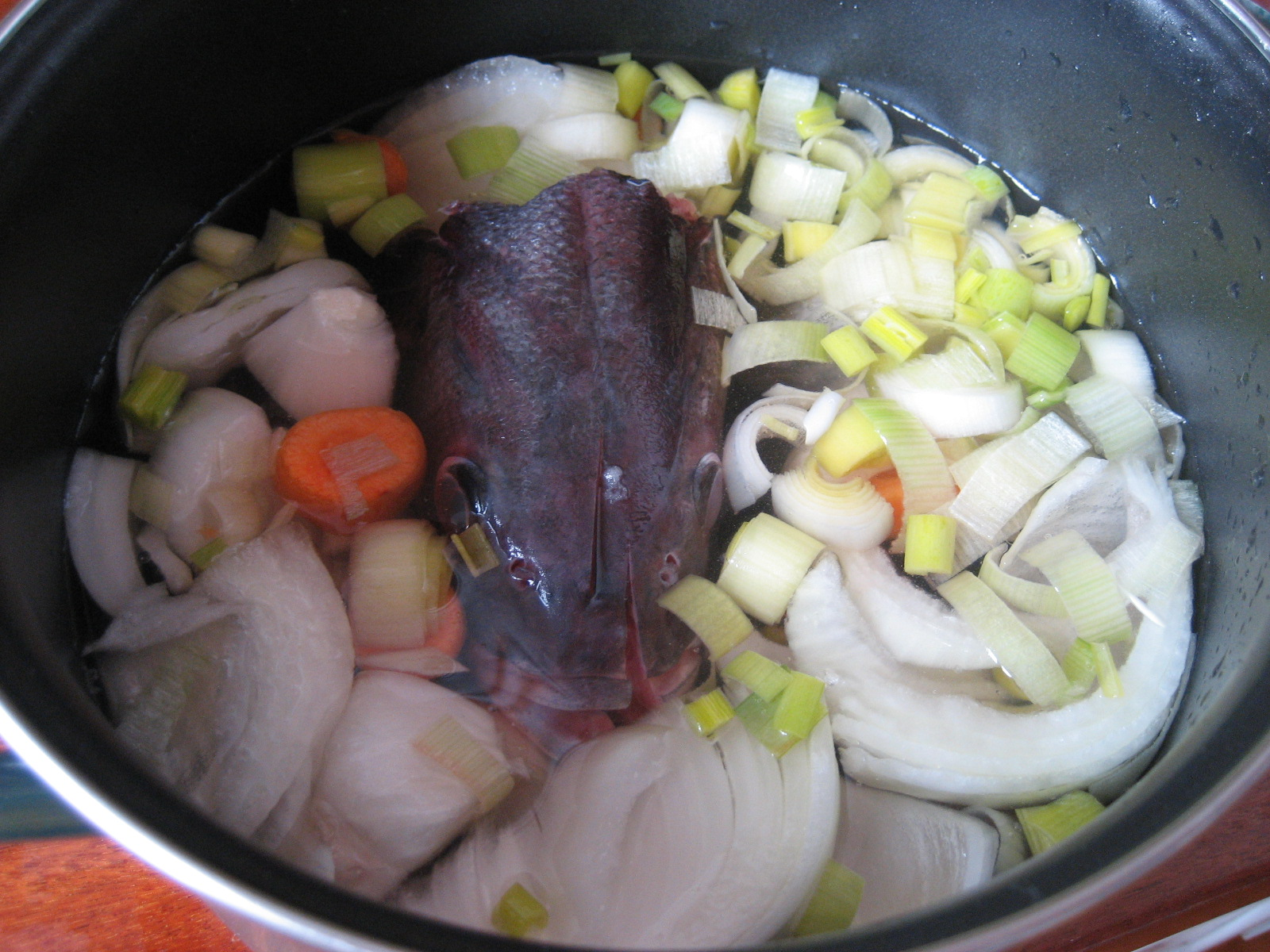
Fumet de lubina.

El fumet es un fondo blanco (fondo básico de cocina) hecho a base de pescados y mariscos. Para su elaboración se utilizan espinas y restos de pescado (no vísceras, ya que estas amargan y enturbian el caldo) con alto contenido en gelatina. En general se utilizarán aquellos pescados y mariscos que transmitan buen sabor al caldo resultante. El fumet es un caldo concentrado.

## Modo de elaboración
Partiendo siempre de agua fría se introducirán:
- Mirepoix de hortalizas (zanahoria, cebolla y puerro cortado en trozos pequeños)
- Restos de pescados y mariscos (espinas, cáscaras, recortes, etc.; no utilizar vísceras ni escamas).

Se calienta todo hasta alcanzar el punto de ebullición y se mantiene hirviendo un máximo de 20/25 minutos.  Durante el proceso de cocción se debe espumar o despumar (eliminar la espuma que se forma en la parte superior de la olla o marmita) y  desengrasar (retirar el velo de grasa que se forma) consiguiendo que al final de la elaboración, el caldo resultante quede lo más limpio y claro posible. Al finalizar pasarlo por un colador chino o estameña y desechar los elementos sólidos. La corta duración del proceso de cocción (20/25 minutos) tiene por objeto evitar sabores extraños por sobre cocción. Para ello es necesario que los ingredientes utilizados en esta preparación se corten en trozos pequeños, para que los elementos sápidos contenidos en los pescados y las verduras pasen lo más rápidamente hacia el líquido de cocción.

Una vez terminado el proceso ya se puede agregar a otros preparados o, si por el contrario, se decide conservarlo, se debe enfriar lo más rápido posible (en abatidor de temperatura o sumergiendo el recipiente en agua fría) y guardar en el congelador. Para utilizarlo después de la conservación en frío, es recomendable "levantarlo" (llevar a ebullición) durante unos minutos para comprobar su buen estado.
En algunas ocasiones también se le añade un atadillo de hierbas aromáticas, (bouquet garni) para aportar mejor sabor e incluso vino blanco (siempre al principio de la cocción). En este último caso se denomina “fumet largo”, en caso contrario se le denomina “fumet corto” o simplemente “fumet”.[cita requerida]